# Johanngeorgenstadt
Johanngeorgenstadt – miasto w Niemczech, w kraju związkowym Saksonia, w okręgu administracyjny Chemnitz, w powiecie Erzgebirgskreis (do 31 lipca 2008 w powiecie Aue-Schwarzenberg).

## Geografia
Johanngeorgenstadt leży ok. 17 km na południe od miasta Aue, przy granicy z Czechami.
W skład miasta wchodzą następujące dzielnice:
- Altstadt
- Heimberg
- Henneberg
- Jugel
- Mittelstadt
- Neustadt
- Pachthaus
- Sauschwemme
- Schwefelwerk
- Steigerdorf
- Steinbach
- Wittigsthal

## Współpraca zagraniczna
- Bawaria: Burglengenfeld
- Czechy: Nejdek

## Osoby związane z miastem
- Johann Wolfgang von Goethe – najwybitniejszy niemiecki poeta, odwiedził miasto
- Sven Hannawald – niemiecki skoczek narciarski, mieszkał tutaj
- Reinhard Heß – niemiecki trener skoków narciarskich, trenował tutaj młodych skoczków
- Björn Kircheisen – niemiecki narciarz, specjalista kombinacji norweskiej, mieszkał tutaj
- Jan Jerzy I Wettyn – książę elektor Saksonii, założyciel miasta

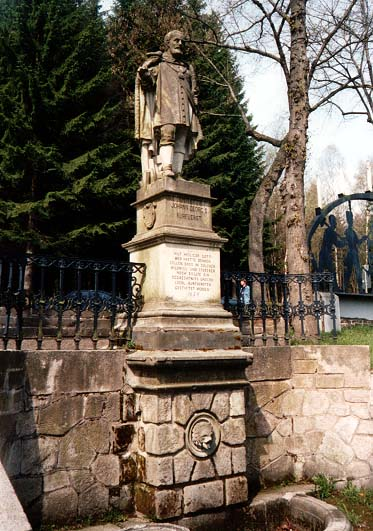
Pomnik Jana Jerzego I Wettyna, założyciela miasta